# Ika-6 na Utos
Ika-6 na Utos (en Hispanoamérica: Dulce venganza) es una serie de televisión filipina transmitida por GMA Network desde el 5 de diciembre de 2016 hasta el 17 de marzo de 2018.

## Argumento
Emma es una joven bonita y dulce que trabaja con su amiga Flor. Georgia, la compañera de trabajo de Emma, la molesta varias veces por su sobrepeso. Emma conoce a Jerome "Rome", un piloto de aviones viudo y rápidamente se enamoran. La madre de Rome, Margarita, odia a Emma por su físico y no la acepta. Poco después, la pareja se casa, Emma queda embarazada y da a luz a un bebé al que llaman Austin.
El matrimonio de Emma y Rome parece perfecto hasta que a la vida de Emma regresa Georgia, quién ahora finge haber cambiado y Emma la acepta como amiga. Georgia, aprovechando de los problemas maritales que la pareja empieza a tener, seduce a Rome y se convierte en su amante. Georgia planea separar definitivamente a Rome de Emma, por lo que, con ayuda de su amiga y cómplice: Selma, idea varios planes, como drogar a Emma y su amigo, Ángelo Trinidad (hermano de Flor) para montar una falsa escena de traición que Rome cree. Georgia, después, secuestra a Emma y piensa que la ha asesinado. Rome recibe un mensaje falso donde Emma le dice que lo abandona a él y a su hijo para irse con Ángelo.
Rome, junto a su madre y su hijo, parten a los Estados Unidos. Emma, quien logró sobrevivir al ataque de Georgia, intenta impedir que Rome se lleve a su hijo, pero no logra detenerlos. Georgia, poco tiempo después, se reúne con Rome en los Estados Unidos y oficialmente comienzan un noviazgo. Margarita, quien siempre ha despreciado a Emma, adora a Georgia y la apoya en todo. Emma, dispuesta a recuperar a su hijo, planea vengarse de quienes le hicieron daño. Con ayuda de Flor y Ángelo, Emma logra salir adelante y cambia de imagen.
Tres años después, Rome, Georgia y Austin regresan a Filipinas. Emma idea un plan para, recuperar a su hijo, seducir a Rome y vengarse de Georgia. Austin cree falsamente que Emma lo abandonó, y por lo tanto, considera a Georgia su madre, pero poco a poco, el niño vuelve a querer a su verdadera madre, Emma. Georgia empieza a sentirse insegura con el regreso de Emma y está última humilla a Georgia en múltiples ocasiones. Emma cumple su cometido y seduce a Rome de distintas maneras, logrando que Georgia se sienta aún más insegura. 
Ángelo está enamorado de Emma desde hace tiempo pero ella descubre que aún ama a Rome. Rome también sigue enamorado de Emma pero Georgia lo retiene. Después de un tiempo, Emma acepta la propuesta de matrimonio de Ángelo intentando olvidar a Rome, por otro lado, Georgia fuerza a Rome a comprometerse con ella. Austin quiere que sus padres vuelvan a estar juntos. Rome y Emma reciben, casualmente, sus despedidas de solteros en el mismo hotel, dónde ambos se embriagan y terminan acostándose. Rome le confiesa a Emma que aún la ama y le pide que se quede con él. Emma, confundida, se retira del lugar.
Poco después, Emma y Rome deciden volver a estar juntos, pero antes de eso, Ángelo sufre un accidente y queda en silla de ruedas temporalmente. Ángelo manipula a Emma para que esté a su lado y ella acepta al sentirse culpable. Georgia, desesperada, le miente a Rome diciendo que está embarazada, por lo que ambos se van a casar, pero la mentira de Georgia se revela el día de su boda y está no se lleva a cabo. Georgia va a enfrentar a Emma en su casa. Georgia se cae durante el enfrentamiento con Emma y empieza a sangrar. En el hospital, para fortuna de Georgia, se revela que en verdad si está embarazada.
Poco después, Austin huye de casa luego de ser maltratado por Georgia por lo que termina secuestrado. Austin, antes de ser rescatado por sus padres, recibe un disparo, lo que lo lleva al hospital. Rome y Emma le prometen a Austin que volverán a ser una familia pero lamentablemente, Austin muere, lo que separa a Emma y Rome nuevamente. Emma sufre por su hijo, hasta que un día, descubre que está embarazada, producto de su encuentro con Rome en la despedida de solteros. Ángelo vuelve a manipular a Emma para que lo deje ser el padre del bebé y no le cuente nada a Rome. Ángelo, Flor y Emma se van a otro lugar.
Emma y Georgia pasan sus embarazos felizmente, hasta que Emma regresa, lo que hace que Rome empiece a sospechar que él es el padre del bebé que ella espera. Georgia, intenta hacer que Emma pierda a su bebé con miedo a que Rome la abandone si se entera. En una ocasión, Georgia y Selma intentan atropellar a Emma, pero no lo consiguen y sufren un accidente. Georgia pierde a su bebé, que era una niña, por el accidente. Georgia finge seguir embarazada y solo Selma sabe que ella ha perdido a la bebé.
Ángelo, no soporta la idea de que la bebé que espera Emma sea de Rome, por lo que conspira con Georgia para que se lleve a la bebé de Emma. El día en que Emma da a luz, Georgia se lleva a la bebé e incendia la sala de bebés del hospital, lo que hace creer a Emma que su hija ha muerto. Ángelo no sabe que Georgia perdió a su propia hija y piensa que la bebé de Emma fue dada en adopción. Emma le confiesa a Rome que la bebé que esperaba era su hija a la vez que le revela que está ha muerto en el incendio. Georgia hace pasar a la hija de Emma por suya y nuevamente controla a Rome por medio de la bebé, aunque Rome y ella nunca se casan y él acepta solamente su paternidad.
Seis años después, Emma ha abierto una escuela de pintura a dónde asiste Sidney, la "hija" de Rome y Georgia. Georgia no quiere a la niña por ser hija de Emma y Rome. Emma se encariña mucho con Sidney y vuelve a ver a Rome. Georgia, quien teme que Emma descubra que en verdad, Sidney, es hija suya, secuestra y asesina a Ángelo, quien ya se había enterado de la verdad e iba a contarle todo a Emma. Se culpa a Rome por el asesinato de Ángelo. Rome va preso y recibe el apoyo de su familia y de Emma. Una noche, los presos incendian la cárcel para escapar y Georgia aprovecha esto para llevarse a Rome. Rome pierde la memoria y Georgia le hace creer que están casados. La familia de Rome y Emma piensan que este murió el día del incendio.
Rome y Georgia, ahora llamados Jordan y Atenea Francisco, tienen un restaurante. Casualmente, Emma se reencuentra con Rome y Georgia. Georgia intenta hacer creer a todos que Rome está muerto y que su "esposo" es otra persona. Posteriormente, luego de una prueba de ADN con Margarita, se confirma que Jordan es Rome. Margarita, conmovida por la ayuda de Emma, la empieza a querer luego de tantos años de odio. Poco después, Rome recupera la memoria. Georgia se lleva a Sidney lejos y la maltrata lo que hace que, Geneva (la hermana de Georgia, quien sabe la verdad de Sidney) termine confesando a Emma y Rome que Sidney es su hija. Geneva muere protegiendo a Sidney y está última finalmente regresa con sus padres verdaderos. Georgia es descubierta y es encarcelada, pero poco después, finge su muerte para poder hacer su última jugada.
Georgia secuestra a Emma y planea matarla. Rome va a rescatar a Emma. Emma logra escapar y se sube a un auto seguida de Georgia. Emma cae del auto y Georgia queda dentro sufriendo un accidente. Emma intenta salvar a Georgia pero el auto explota y Georgia muere inmediatamente. Selma es encarcelada por ser cómplice de Georgia. 
No mucho después, Emma y Rome finalmente se casan. Ahora la pareja vive feliz con su hija (ahora llamada Milan) y esperan un bebé, al cual llamarán Austin, como su primer hijo fallecido.

## Elenco

### Principal
- Sunshine Dizon como Emma De Jesús Doqueza-Fuentabella.
- Gabby Concepción como "Capitán" Jerome "Rome" Fuentabella / Jordán Francisco.
- Ryza Cenon como Georgia "Adyang" Ferrer / Atenea Velasco-Francisco.

### Secundario
- Mike Tan como Ángelo Trinidad.
- Rich Asunción como Flora "Flor" Trinidad.
- Daría Ramírez como Lourdes Doqueza-De Jesús.
- Carmen Soriano como Margarita vda. de Fuentabella.
- Marco Alcaraz como Chandler Vásquez.
- Mel Martínez como Zeny.
- Arianne Bautista como Anselma "Selma" del Rosario.

### Recurrente
- Zach Briz como Austin (joven).
- Odette Khan como Consuelo "Loleng" Domingo vda. de Guidotti
- Marifé Necesito como Vicky.
- Ollie Espino como Mando.
- Rosemarie Sarita como Mildred Ferrer.
- Charming Lagusad como Becca.
- Angélica Ulip como Milán Fuentabella-De Jesús / Sydney Fuentabella-Ferrer.

### Extendido
- Cai Cortez como Charlotte Amalie "Char" Ledesma.
- Pen Medina como Antonio “Noel” de Jesús.
- Angelika de la Cruz como Geneva "Gengen" Ferrer-Takahashi.
- Zoren Legaspi como Lyon Muller.
- Chynna Ortaleza como Maui Alcaraz.
- Leanne Bautista como Chelsea Muller.
- Lharby Policarpio como Morgan.
- Vince Gamad como Darwin.
- Elle Ramírez como Kenya.
- Marnie Lapuz como Chona.
- Jacob Briz como Austin Fuentabella-De Jesús.
- Bryan Benedict como Nato.
- Ranty Portento como Brian Santiago.
- Izzy Trazona-Aragón como Alberta Alcaraz-Muller.